# Aufschiebende Wirkung
Die aufschiebende Wirkung ist in der Rechtswissenschaft eine mögliche Rechtsfolge der Einlegung eines Rechtsbehelfs bzw. Rechtsmittels gegen eine gerichtliche oder behördliche Entscheidung. Die angefochtene Entscheidung darf kraft des Suspensiveffekts nicht vollzogen werden, bis über das Rechtsmittel bzw. den Rechtsbehelf rechtskräftig entschieden ist.

## Allgemeines
Die aufschiebende Wirkung betrifft Rechtsgebiete, wo gegen Gerichtsurteile oder Verwaltungsakte noch Rechtsmittel zulässig sind. Deren Rechtskraft ist bis zur vollständigen Ausschöpfung des Rechtswegs hinausgeschoben, was materiell-rechtlich einer aufschiebenden Bedingung gleichkommt. Dieser Suspensiveffekt bewirkt, dass die Entscheidung nicht rechtswirksam wird, bevor über das Rechtsmittel abschließend entschieden ist. Das trifft vor allem auf das Zwangsvollstreckungsrecht, Strafprozessrecht, Verwaltungsprozessrecht und das Verwaltungsverfahren zu.

## Rechtsfragen in Deutschland
Aufschiebende Wirkung gibt es in der Zivilprozessordnung (ZPO), im Strafprozessrecht (StPO) und im Verwaltungsprozessrecht.
- Die Zwangsvollstreckung findet statt aus Endurteilen, die rechtskräftig oder für vorläufig vollstreckbar erklärt sind (§ 704 ZPO). Im Umkehrschluss ist eine Zwangsvollstreckung aus nicht rechtskräftigen Urteilen solange nicht möglich, bis Rechtskraft vorliegt (§ 705 ZPO).
- Im Strafprozess wird durch den Antrag auf Wiedereinsetzung in den vorigen Stand die Vollstreckung einer gerichtlichen Entscheidung nicht gehemmt (§ 47 Abs. 1 StPO). Auch die Einlegung einer Beschwerde hemmt den Vollzug der angefochtenen Entscheidung nicht (§ 307 Abs. 1 StPO), die Vollziehung der angefochtenen Entscheidung kann jedoch auf Antrag ausgesetzt werden (§ 307 Abs. 2 StPO). Durch rechtzeitige Einlegung der Berufung wird dagegen die Rechtskraft des Urteils gehemmt (§ 316 Abs. 1 StPO), das gilt auch gemäß § 343 Abs. 1 StPO bei der Revision. Der Antrag eines Gefangenen auf gerichtliche Entscheidung hat keine aufschiebende Wirkung (§ 114 Abs. 1 StVollzG).
- Eine aufschiebende Wirkung gibt es bei Widerspruch und Anfechtungsklage auch im Verwaltungsprozess (§ 80 Abs. 1 VwGO) sowie im Verwaltungsverfahren. Ausnahmen bestehen für die in § 80 Satz 1 Abs. 2 Nr. 1–4 VwGO bezeichneten Verwaltungsakte. Sie betreffen 
  - die Anforderung von öffentlichen Abgaben und Kosten; das gilt entsprechend für den Einspruch gegen einen nach der Abgabenordnung erlassenen Bescheid (§ 361 AO),
  - unaufschiebbare Anordnungen und Maßnahmen von Polizeivollzugsbeamten,
  - andere durch Bundesgesetz oder für Landesrecht durch Landesgesetz vorgeschriebene Fälle, beispielsweise den Widerspruch oder die Anfechtungsklage eines Dritten gegen die bauaufsichtliche Zulassung eines Bauvorhabens (Baugenehmigung) gemäß § 212a BauGB und
  - Fälle, in denen die sofortige Vollziehung im öffentlichen Interesse oder im überwiegenden Interesse eines Beteiligten von der Behörde besonders angeordnet wird.

In denjenigen Fällen, in denen ein Rechtsbehelf keine aufschiebende Wirkung hat, kann die Behörde auf Antrag die Vollziehung aussetzen, wenn ernstliche Zweifel an der Rechtmäßigkeit des angegriffenen Verwaltungsakts bestehen (§ 80 Abs. 4 VwGO). Wenn die Behörde den Antrag ablehnt, kann der Betroffene bei Gericht beantragen, die aufschiebende Wirkung in den Fällen des § 80 Abs. 2 Nr. 1 bis 3 ganz oder teilweise anzuordnen, im Falle des § 80 Abs. 2 Nr. 4 ganz oder teilweise wiederherzustellen (§ 80 Abs. 5 Satz 1 VwGO). Die behördliche Aussetzung der Vollziehung hemmt vorläufig die Wirksamkeit eines Verwaltungsakts (streitig).
Das Arbeitslosengeld I ruht ohne aufschiebende Wirkung gemäß § 159 SGB III, wenn sich Arbeitnehmer versicherungswidrig verhalten. Verletzen erwerbsfähige Leistungsberechtigte beim Arbeitslosengeld II ihre Pflichten aus § 31 SGB II, ist ebenfalls keine aufschiebende Wirkung vorgesehen.

## Österreich
Rechtzeitig eingebrachte Beschwerden (früher: Berufungen) haben im österreichischen Verwaltungsverfahrensrecht grundsätzlich aufschiebende Wirkung. Die Behörde kann die aufschiebende Wirkung jedoch ausschließen, wenn die vorzeitige Vollstreckung des Bescheides im Interesse einer Partei des öffentlichen Wohles wegen Gefahr im Verzuge dringend geboten ist. Demgegenüber haben Beschwerden (früher: Berufungen) im österreichischen Abgabenverfahrensrecht keine aufschiebende Wirkung, so dass diese Bescheide nach Ablauf der einmonatigen Rechtsmittelfrist vollstreckt werden können.

## Schweiz
In der Schweiz bedeutet die aufschiebende Wirkung, dass mit der Einreichung einer Einsprache oder Beschwerde die durch eine behördliche Verfügung angeordnete Rechtsfolge nicht eintreten kann und keine Vollstreckung möglich ist. 
Die Beschwerde hat in bundesverwaltungsrechtlichen Streitsachen (für das Bundesgericht gilt ein Spezialgesetz) grundsätzlich aufschiebende Wirkung (Art. 55 Abs. 1 VwVG). Die aufschiebende Wirkung einer allfälligen Beschwerde kann indessen von der Vorinstanz entzogen werden (Art. 55 Abs. 2 VwVG). Dies kann jedoch auch erst durch die Rechtsmittelbehörde und damit nach Einreichung der Beschwerde geschehen (Art. 55 Abs. 3 VwVG). 
Beschwerden an das Bundesgericht haben grundsätzlich keine aufschiebende Wirkung (Art. 103 Abs. 1 BGG). Auch die ein Begehren um Begründung, Änderung, Aufhebung oder Feststellung von Rechten oder Pflichten ablehnende negative Verfügung ist der aufschiebenden Wirkung nicht zugänglich.
Im Strafrecht haben Rechtsmittel keine aufschiebende Wirkung (Art. 387 StPO). Im Zivilprozessrecht hat die Berufung in der Regel aufschiebende Wirkung (Art. 315 Abs. 1 ZPO), die Beschwerde hingegen nicht (Art. 325 Abs. 1 ZPO).